# Paragem de Fornos - Sabor
A Paragem de Fornos - Sabor foi uma gare da Linha do Sabor, que servia a localidade de Fornos, no Concelho de Freixo de Espada à Cinta, em Portugal.

## História
Esta interface integrava-se no troço da Linha do Sabor entre as Estações de Carviçais e Lagoaça, que entrou ao serviço em 6 de Julho de 1927.
O tráfego ferroviário na Linha do Sabor foi suspenso em 1988.